# Nicotiana knightiana
Nicotiana knightiana är en potatisväxtart som beskrevs av Goodspeed. Nicotiana knightiana ingår i släktet tobak, och familjen potatisväxter. Inga underarter finns listade i Catalogue of Life.

## Bildgalleri

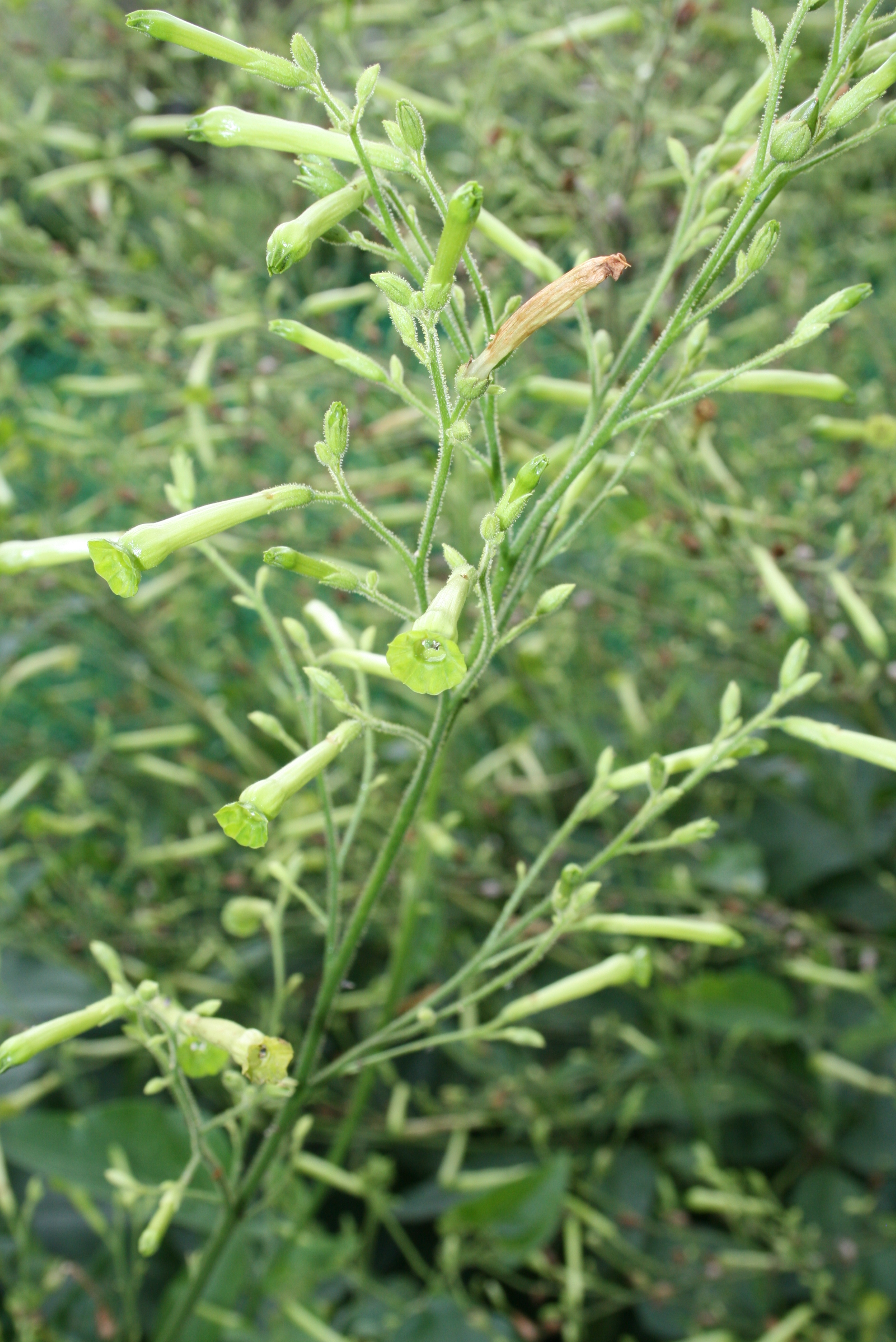